# Moharram Navidkia

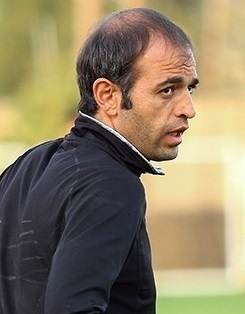
Moharram Navidkia

Moharram Navidkia (* 1. November 1982 in Isfahan) ist ein iranischer Fußball-Nationalspieler und spielte in der Saison 2004/2005 beim damaligen Zweitligisten VfL Bochum und in der iranischen Fußballnationalmannschaft.
Navidkia stammt aus Isfahan und begann hier beim Lokalclub Sepahan Isfahan von der Jugend an seine Karriere als Fußballer. Mit dem Team holte er im Jahr 2003 die erste nationale Meisterschaft der Vereinsgeschichte. Dazu gesellten sich in den Jahren darauf zwei Siege im nationalen Pokalwettbewerb.
Parallel dazu begann seine Karriere als Nationalspieler. Im Sommer 2004 führte er sein Land als Mannschaftskapitän zum Gewinn der Asien-Meisterschaft in Busan/Südkorea. Kurz danach warf Navidkia eine schwere Kreuzbandverletzung lange zurück. Dennoch wechselte der Iraner im gleichen Sommer in die Bundesliga zum VfL Bochum, wo er nach vollständig auskurierter Verletzung erstmals im Sommer 2005 zum Einsatz kam. In der Hinrunde wirkte Navidkia daraufhin bei zehn Spielen mit, konnte aber nicht restlos überzeugen. In der Winterpause wurde Navidkia vom VfL Bochum bis Saisonende zurück an seinen Heimatverein Sepahan Isfahan ausgeliehen.
Obwohl Moharram Navidkia nach seiner Verletzung auch noch nicht wieder den Sprung zurück ins Nationalteam geschafft hatte, kam er überraschend doch noch zu einem Platz im WM-Aufgebot des Iran für die Fußball-Weltmeisterschaft 2006 in Deutschland, als er für den verletzten Sattar Zare nachnominiert wurde. Auch wenn er dort nicht zum Einsatz kam, so hat er bis heute 24 A-Länderspiele bestritten und dabei ein Tor für sein Land erzielt. Sein Vertrag ging 2008 zu Ende bei Sepahan, momentan noch vereinslos, konnte 4–5 Monate nicht spielen, da er Verletzungen hatte und am Becken operiert werden musste. Es ist noch nicht klar, ob er wieder spielen kann. Derzeit (2013) spielt Navidkia wieder für Sepahan.

## Statistik
Stationen
- Sepahan Isfahan (bis 2004)
- VfL Bochum (2004 bis Dezember 2005)
- Sepahan Isfahan (seit Januar 2006)

Einsätze (Stand 4. Juni 2006)
- 2. Bundesliga

| Einsätze | Tore | Saison | Verein     |
| -------- | ---- | ------ | ---------- |
| 10       | –    | 2005   | VfL Bochum |

- Iranian Pro League (1. Liga des Iran)

| Einsätze | Tore | Saison  | Verein          |
| -------- | ---- | ------- | --------------- |
| 11       | 3    | 2005/06 | Sepahan Isfahan |

- 24 Einsätze für die iranische Nationalmannschaft (1 Tor)

Titel / Erfolge
- Iranischer Meister 2003
- Iranischer Hazfi-Pokalsieger 2004, 2006